# Can Pol (Santa Eugènia de Berga)
Can Pol és un edifici del municipi de Santa Eugènia de Berga (Osona) que forma part de l'Inventari del Patrimoni Arquitectònic de Catalunya.

## Descripció
És una masoveria de planta quadrada, coberta a dues vessants amb el carener perpendicular a la façana, situada a migdia, consta de planta baixa, pis i golfes. La façana presenta un cos afegit de porxos amb quatre arcs rebaixats i baranes de fusta. El portal d'accés a la casa també és rebaixat i el flanqueja una finestra. A llevant s'hi adossa un altre cos, al nord hi ha dues finestres i s'hi observa clarament un sobreaixecament de la casa. A ponent s'hi obre un altre portal i finestres al primer pis i golfes. En aquest sector hi ha un clos tancat per un mur de parets de pedra i tàpia on hi havia l'antiga horta. És construïda amb pedra basta, morter, totxo i arrebossat.
Cal Pol el trobem registrat en el Nomenclàtor de la província de Barcelona de l'any 1860.